# Anatole Katok

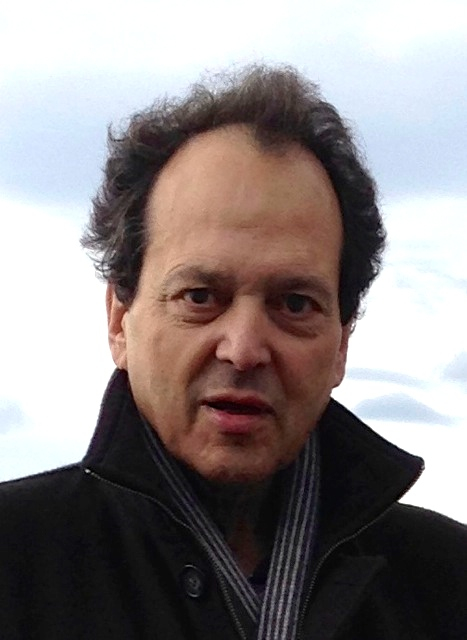
Anatole Katok (2013)

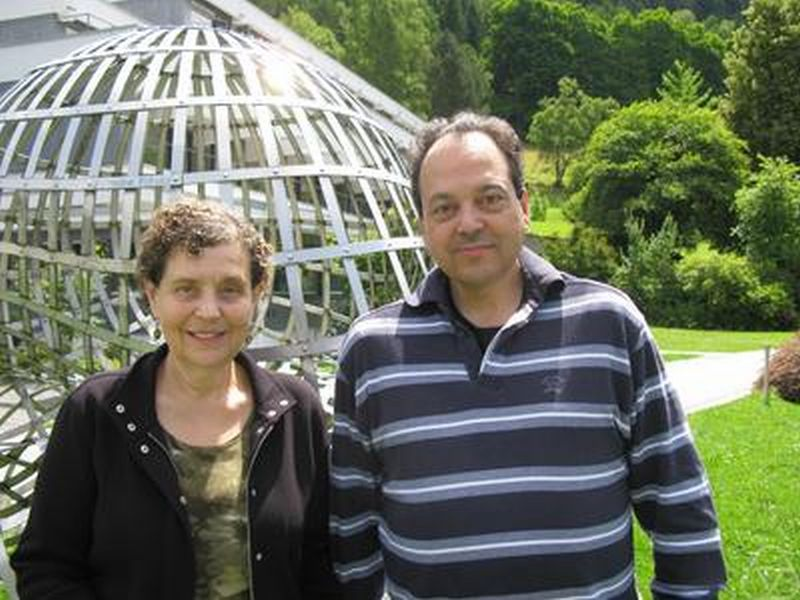
Svetlana und Anatole Katok, Oberwolfach 2009

Anatole Boris Katok (* 9. August 1944 in Washington, D.C.; † 30. April 2018 in Danville, Pennsylvania) war ein amerikanischer Mathematiker mit russischen Wurzeln. Katok war Direktor des Center for Dynamics and Geometry an der Pennsylvania State University. Sein Haupt-Forschungsfeld war die Theorie dynamischer Systeme, insbesondere die Ergodentheorie.

## Leben und Werk
Katok absolvierte sein Studium an der renommierten Lomonossow-Universität, von der er 1965 sein Diplom und 1968 (mit der Dissertation Applications of the Method of Approximation of Dynamical Systems by Periodic Transformations to Ergodic Theory bei Sinai) seinen Doktortitel erhielt.
Nach 1978 unterrichtete er in den USA. Er unterrichtete an drei amerikanischen Mathematiklehrstühlen: University of Maryland (1978–1984), California Institute of Technology (1984–1990) und seit 1990 an der Pennsylvania State University, wo er seit 1996 die Raymond N. Shibley Professur innehat.
Katok fand mit Elon Lindenstrauss und Manfred Einsiedler partielle Resultate zur Littlewood-Vermutung in der Theorie der diophantischen Approximationen.
Er war mit der Mathematikerin Svetlana Katok verheiratet, die ebenfalls über dynamische Systeme arbeitet und mit Anatole Katok im MASS-Projekt für Vordiplom-Studenten an der Penn State engagiert ist.
Sein gemeinsam mit seinem Schüler Boris Hasselblatt verfasstes Buch A first course in Dynamics zählt zu den Standardwerken über dynamische Systeme.
1983 war er Invited Speaker auf dem Internationalen Mathematikerkongress in Warschau (Nonuniform hyperbolicity and structure of smooth dynamical systems). Er war Fellow der American Mathematical Society und, ab 2004, der American Academy of Arts and Sciences.

## Schriften (Auswahl)
- mit Dmitri Anosow: New examples in smooth ergodic theory. Ergodic diffeomorphisms. (Russisch) Trudy Moskov. Mat. Obšč. 23 (1970), 3–36. (engl. Übersetzung: Trans. Moscow Math. Soc. 23 (1970), 1–35.)
- mit A. M. Stepin: Approximations in ergodic theory. (Russisch) Uspehi Mat. Nauk  22  1967 no. 5 (137), 81–106.
- mit A. N. Zemljakow: Topological transitivity of billiards in polygons. (Russisch) Mat. Zametki 18 (1975), no. 2, 291–300. (engl. Übersetzung: Math Notes 18 (1975), no. 1–2, 760–764 (1976).)
- Lyapunov exponents, entropy and periodic orbits for diffeomorphisms. Inst. Hautes Études Sci. Publ. Math. No. 51 (1980), 137–173.
- mit Jean-Marie Strelcyn, François Ledrappier, Feliks Przytycki: Invariant manifolds, entropy and billiards; smooth maps with singularities. Lecture Notes in Mathematics, 1222. Springer-Verlag, Berlin, 1986. ISBN 3-540-17190-8
- mit Steven Hurder: Differentiability, rigidity and Godbillon-Vey classes for Anosov flows. Inst. Hautes Études Sci. Publ. Math. No. 72 (1990), 5–61 (1991).
- mit Ralf Spatzier: First cohomology of Anosov actions of higher rank abelian groups and applications to rigidity.Inst. Hautes Études Sci. Publ. Math.  No. 79 (1994), 131–156.
- mit Hasselblatt: Introduction to the modern theory of dynamical systems. With a supplementary chapter by Katok and Leonardo Mendoza. Encyclopedia of Mathematics and its Applications, 54. Cambridge University Press, Cambridge, 1995. ISBN 0-521-34187-6
- mit Spatzier: Invariant measures for higher-rank hyperbolic abelian actions. Ergodic Theory Dynam. Systems 16 (1996), no. 4, 751–778.
- mit Spatzier: Differential rigidity of Anosov actions of higher rank abelian groups and algebraic lattice actions. (Russisch) Tr. Mat. Inst. Steklova 216 (1997),  Din. Sist. i Smezhnye Vopr., 292--319. (engl. Übersetzung: Proc. Steklov Inst. Math. 1997, no. 1 (216), 287–314)
- mit Hasselblatt: A first course in dynamics. With a panorama of recent developments. Cambridge University Press, New York, 2003. ISBN 0-521-58304-7; 0-521-58750-6
- mit Manfred Einsiedler, Elon Lindenstrauss: Invariant measures and the set of exceptions to Littlewood's conjecture. Ann. of Math. (2) 164 (2006), no. 2, 513–560.
- mit Danijela Damjanović: Local rigidity of partially hyperbolic actions I. KAM method and Zk actions on the torus. Ann. of Math. (2) 172 (2010), no. 3, 1805–1858.

## Verweise
1. ↑  Nachruf legacy.com, abgerufen am 2. Mai 2018
2. ↑  math.psu.edu: Center for Dynamics and Geometry (Memento vom 26. Januar 2021 im Internet Archive), Pennsylvania State University, abgerufen am 17. April 2021.
3. ↑  A. Venkatesh: The work of Einsiedler, Katok and Lindenstrauss on the Littlewood conjecture , Bull. AMS 45 (2008), 117-134.

| Personendaten    | Personendaten                             |
| ---------------- | ----------------------------------------- |
| NAME             | Katok, Anatole                            |
| ALTERNATIVNAMEN  | Katok, Anatole Boris (vollständiger Name) |
| KURZBESCHREIBUNG | US-amerikanischer Mathematiker            |
| GEBURTSDATUM     | 9. August 1944                            |
| GEBURTSORT       | Washington, D.C.                          |
| STERBEDATUM      | 30. April 2018                            |
| STERBEORT        | Danville, Pennsylvania                    |